# Antônio Francisco Neto
Antônio Francisco Neto, ou simplesmente Neto (Volta Redonda, 29 de maio de 1956) é um político brasileiro e o 24º prefeito do município de Volta Redonda, no estado do Rio de Janeiro.

## Biografia
Neto foi o primeiro prefeito de Volta Redonda a ser nascido após sua emancipação, visto que, até 1954, a cidade era distrito de Barra Mansa. Filho de Álimo Antônio Francisco e Munira Arbex, entrou cedo para a política, após ter dirigido por alguns anos um dos maiores clubes sociais de Volta Redonda, a Associação Atlética Comercial, tendo comandado também o Volta Redonda Futebol Clube, principal time profissional da cidade, do qual já foi nomeado como presidente de honra.
Foi eleito deputado estadual pela primeira vez em 1986, e reeleito em 1990 e em 1994, após ter sido derrotado nas eleições municipais de 1988.

### Primeira eleição e reeleição
Em 1996, foi indicado pelo então prefeito Paulo Baltazar como seu sucessor e foi eleito com 82.898 votos, mais do que o dobro do segundo colocado, Nelson dos Santos Gonçalves Filho, que conquistou 38 480 votos.
Foi reeleito no ano de 2000 com 115 204 votos, o equivalente a quase 80% dos votos válidos.

#### Pós-Prefeitura
Durante seu mandato, rompeu com o antigo aliado Baltazar, elegeu seu primo, Gothardo Lopes Netto, seu sucessor e foi indicado, primeiramente à Companhia Estadual de Habitação (CEHAB) e posteriormente à Secretaria Estadual de Receita pela ex-governadora Rosinha Garotinho. No governo Sérgio Cabral Filho foi presidente do Departamento Estadual de Trânsito (DETRAN).

### Eleição em 2008
Nas eleições municipais de 2008, deixou a presidência do Detran-RJ para concorrer a prefeitura de Volta Redonda nas eleições municipais disputando com Cida Diogo do Partido dos Trabalhadores, Zoinho do Partido Trabalhista do Brasil, Washington Granato do Partido Democrático Trabalhista e Dodora do Partido Socialismo e Liberdade. Venceu o pleito ainda no primeiro turno com 91.129 votos, cerca de 54,19% dos votos válidos, sendo eleito pela terceira vez prefeito de Volta Redonda.

### Eleição em 2012
Nas eleições municipais de 2012, reelegeu-se no 2º turno com 95 095 votos, cerca de 55,15% dos votos válidos, para seu quarto mandato como prefeito de Volta Redonda.

#### Afastamento pelo TSE
Em 2013 Neto foi afastado do cargo de prefeito pelo TRE, acusado de irregularidades no pleito de 2012. Ele foi substituído interinamente pela vereadora América Tereza, então presidente da câmara. No entanto ele entrou com recurso reassumindo o cargo dois dias depois. Em 2015Neto teve seu mandato cassado pelo TSE, a decisão foi revertida poucos meses depois, permitindo com que terminasse seu mandato em 1º de janeiro de 2017. Foi sucedido por Samuca Silva, candidato eleito para o cargo no pleito de 2016.

### Eleição em 2020
Filiado ao DEM, é eleito prefeito pela quinta vez em primeiro turno no pleito de 15 de novembro de 2020, derrotando o ex-prefeito Paulo Baltazar, o prefeito Samuca Silva que tentava a reeleição, e outros 11 candidatos, somando 57,20% dos votos válidos, o equivalente a 85.673 votos.